# Koni
Koni właściwie Tomasz Konys (ur. 24 lutego 1983) – polski raper. Tomasz Konys znany jest przede wszystkim z występów w hip-hopowej formacji Beat Squad. Wraz z jednym z członków tego zespołu – Rafim współtworzy także duet. Prowadzi ponadto solową działalność artystyczną. Członek kolektywu PDG Kartel.
Koni współpracował także z takimi wykonawcami jak: DJ Soina, DonGURALesko, Kaczmi, Ramona 23, Shellerini, Nagły Atak Spawacza i WSRH.

## Dyskografia

### Albumy
| Rok  | Album                                                                         |
| ---- | ----------------------------------------------------------------------------- |
| 2010 | Mixtape (oraz Rafi) - Data: 13 września 2010 - Wydawca: brak                  |
| 2012 | Z pamiętnika szaleńca - Data: 20 października 2012 - Wydawca: Unhuman Familia |

### Występy gościnne
| Rok  | Tytuł                                                                                               | Album                       |
| ---- | --------------------------------------------------------------------------------------------------- | --------------------------- |
| 2002 | „P.D.G” (DonGURALesko, gościnnie: Projekt Własny Styl, Więcej THC, Rafi/Koni, Dontommalone, Kaczor) | Opowieści z betonowego lasu |
| 2009 | „Jeden” (Bubel, gościnnie: Rafi/Koni)                                                               | Juma                        |
| 2011 | „Palec pod budkę” (Kubiszew, gościnnie: Rafi/Koni)                                                  | Towar z górnej półki        |
| 2012 | „(Prawie) normalne życie” (WSRH, gościnnie: Koni)                                                   | Szkoła wyrzutków            |
| 2012 | „Przyjaźń, muzyka, wspomnienia” (Czarny PDG, gościnnie: Rafi/Koni)                                  | Przemytnicy szczęścia       |

## Teledyski
| Rok  | Tytuł                                             | Reżyseria / realizacja | Album                 |
| ---- | ------------------------------------------------- | ---------------------- | --------------------- |
| 2012 | „(Prawie) normalne życie” (WSRH, gościnnie: Koni) | InSane Film Studio     | Szkoła wyrzutków      |
| 2012 | „Taki sam” (gościnnie: Rafi)                      | 4zero4                 | Z pamiętnika szaleńca |
| 2012 | „Wersja klassik 2” (gościnnie: WSRH)              | 4zero4                 | Z pamiętnika szaleńca |
| 2013 | „Parę słów na serio/Ejbry”                        | BassMedia              | Z pamiętnika szaleńca |

## Nagrody i wyróżnienia
| Rok  | Kategoria                          | Nagroda                            | Uwagi      | Źródła |
| ---- | ---------------------------------- | ---------------------------------- | ---------- | ------ |
| 2013 | Album roku (Z pamiętnika szaleńca) | Podsumowanie 2012/Poznanskirap.com | 6. miejsce | [ 13 ] |
| 2013 | Artysta roku                       | Podsumowanie 2012/Poznanskirap.com | 6. miejsce | [ 14 ] |